# Data Transfer Object
Data Transfer Objects (DTO, de l'anglès, Objectes de Transferència de Dades), abans coneguts com a Value Objects o VO, són un patró de disseny fet servir per a transferir dades entre subsistemes d'aplicacions de programari. Els DTOs són sovint fets servir en conjunció amb Data Access Objects per a recollir dades des d'una base de dades relacional.
La diferència entre Data Transfer Objects i Business Object o Data Access Objects és que els DTOs no tenen cap comportament excepte per a l'emmagatzemament i recuperació dels seus propis mètodes) de lectura (tipus get) i escriptura (tipus set).